# Cesarska Posiadłość Akasaka

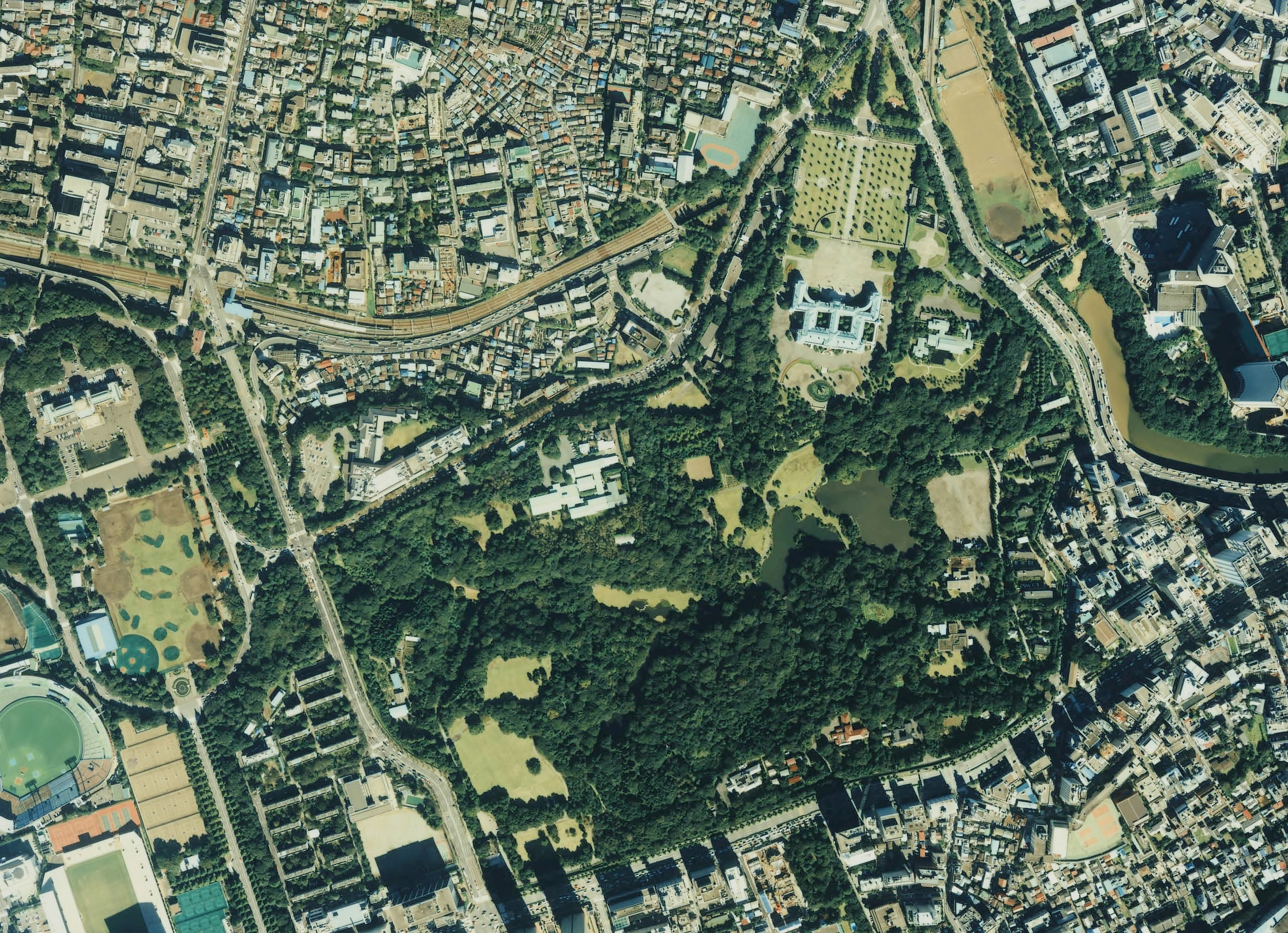
Akasaka Goyōchi z lotu ptaka, 1989 (u góry widoczny prostokąt ogrodu i Pałacu Akasaka Geihinkan), po lewej od niego Akasaka Gosho, poniżej inne rezydencje)

Cesarska Posiadłość Akasaka (jap. 赤坂御用地 Akasaka Goyōchi; ang. Akasaka Estate, Akasaka Imperial Grounds) – posiadłość cesarska o charakterze parkowym, na terenie której znajduje się kilka głównych, istniejących i byłych, rezydencji cesarskich w tokijskiej dzielnicy Moto-Akasaka, Minato-ku. Posiadłość ta zajmuje nieco ponad 500 tys. m², a więc o połowę mniej niż położony w odległości ok. 2 km kompleks pałacowy Kōkyo, który administracyjnie należy do dzielnicy Chiyoda.

## Główne obiekty na terenie posiadłości
Na terenie cesarskiej posiadłości Akasaka Goyōchi znajdują się: 
1. Pałac Akasaka Geihinkan (赤坂迎賓館 Akasaka Geihinkan, także rzadko: 赤坂離宮 Akasaka Rikyū; ang. State Guest House lub Tokyo State Guest House), rezydencja dla gości zagranicznych składających oficjalne wizyty w Japonii;
2. Pałac Cesarski Akasaka (赤坂御所 Akasaka Gosho), dawniej Pałac Tōgū, do września 2021, rezydencja cesarza Naruhito, cesarzowej Masako i ich córki księżniczki Aiko, do czasu ich przeprowadzki do Pałacu Fukiage (吹上御所 Fukiage Gosho) położonego w Ogrodach Fukiage (吹上御苑 Fukiage Gyoen) na terenie kompleksu pałacowego Kōkyo 皇居[1]. Dwukondygnacyjny budynek, mieszczący 72 pokoje, został wybudowany w 1960 roku według projektu architekta Yoshirō Taniguchi (1904–1979). Po wyprowadzce pary cesarskiej (wrzesień 2021) pałac jest używany przez emerytowanego cesarza Akihito i jako Pałac Cesarski Sentō (仙洞御所 Sentō Gosho);
3. rezydencja dla księcia Akishino (秋篠宮邸, Akishinomiya-tei) od 1990 roku, kompleks mieszkalny stworzony z kilku dawnych rezydencji cesarskich i budynków odnawianych na przestrzeni lat. Książę Akishino przeniósł się tu w 1990 roku. Od 2019 roku kompleks jest remontowany i rozbudowywany. Książę mieszka z rodziną w pobliżu, w specjalnie zbudowanym tymczasowym pałacu, zwanym Gokagūsho (御仮寓所, dosł. „rezydencja tymczasowa”);
4. Wschodni Pałac Akasaka (赤坂東邸 Akasaka Higashi-tei, ang. Akasaka East Palace) jest usytuowany w pobliżu Yūshin-tei (aneksu Geihinkan w stylu japońskim). Powstał w 1984 roku i jest używany głównie jako tymczasowa rezydencja dla członków rodziny cesarskiej podczas prac remontowych w ich stałych siedzibach. Planowane jest włączenie tego pałacu do pobliskiej rezydencji księcia Akishino;
5. na południowym skraju posiadłości znajdują się inne rezydencje członków rodziny cesarskiej[3].

Od strony północnej do posiadłości przylega szkoła podstawowa Gakushuin Primary School, do której uczęszczają m.in. dzieci z rodziny cesarskiej.

## Ogrody Akasaka
Dwa razy w roku, wiosną i jesienią, w części posiadłości o nazwie Ogrody Cesarskie Akasaka (御苑 Akasaka Gyoen, ang. Akasaka Imperial Gardens) odbywają się przyjęcia. Cesarz i cesarzowa – z udziałem także innych członków rodziny – zapraszają około 2 tys. gości, m.in.: ważnych przedstawicieli organów państwowych, osoby zasłużone dla Japonii w różnych dziedzinach, przedstawicieli misji dyplomatycznych.

## Przeprowadzka cesarza
We wrześniu 2021 roku, ponad dwa lata po wstąpieniu na tron, cesarz Naruhito przeprowadził się wraz z rodziną z Pałacu Cesarskiego Akasaka (Akasaka Gosho) do swojej nowej rezydencji – byłego Fukiage Sento Palace (Fukiage Sentō Gosho) – położonej w Ogrodach Fukiage na terenie Kōkyo, cesarskiego kompleksu pałacowego. Jednocześnie przeniesiono regalia cesarskie, Miecz-Trawosiecz (Kusanagi-no-tsurugi) i Wielki Klejnot (Yasakani-no-magatama), odziedziczone po byłym cesarzu Akihito, jego ojcu, jako dowód wstąpienia na tron.

## Nazewnictwo
Nazewnictwo pałaców i rezydencji cesarskich:
- kōkyo 皇居 → „pałac cesarski”, cesarski kompleks pałacowy w dzielnicy Chiyoda, w Tokio. W oficjalnej nomenklaturze Agencji Dworu Cesarskiego nosi on właśnie nazwę Kōkyo, po angielsku „The Imperial Palace”;
- kyūden 宮殿 → „pałac” (nazwa pospolita), Kyūden → nazwa oficjalna Pałacu Cesarskiego (głównego, właściwego) w języku japońskim, składającego się z siedmiu budynków, znajdującego się na terenie kompleksu cesarskiego Kōkyo. Według nomenklatury Agencji Dworu Cesarskiego, w języku angielskim nosi on nazwę „The Imperial Palace”, a więc identyczną, jak cały kompleks Kōkyo[1]. Z powyższego powodu często w prasie i wydawnictwach angielskojęzycznych (japońskich i zachodnich) w odniesieniu do całości kompleksu używa się nazwy „Tokyo Imperial Palace”, a do Kyūden, „Imperial Palace” lub dokładniej „Kyuden Tokyo Imperial Palace”. Natomiast w publikacjach w języku japońskim występuje nazwa 皇居宮殿 Kōkyo Kyūden;
- gosho 御所 → „pałac cesarski” (zwłaszcza Pałac Cesarski w Kioto → Kyōto Gosho 京都御所);
- ōmiya 大宮 → (1) „pałac”, „chram cesarski”, (2) „cesarzowa-wdowa”[1];
- ōmiya gosho 大宮御所 → „pałac cesarski”, „rezydencja cesarzowej-wdowy”[1];
- sentō gosho 仙洞御所 → „pałac byłego, emerytowanego cesarza”[1];
- tōgū gosho 東宮御所 → „pałac księcia koronnego”, „następcy tronu” (tōgū = kōtaishi[1][8];
- gyoen 御苑 → „park cesarski”[8]